# Costituzione dell'Islanda
La Costituzione dell'Islanda (in islandese Stjórnarskrá lýðveldisins Íslands) è la legge suprema dell'Islanda. La versione attuale è composta da 80 articoli ed entrata in vigore il 17 giugno 1944 e da allora è stata modificata sette volte.

## Tentativo di creare una nuova Costituzione
A seguito della crisi economica del 2008, il 27 novembre 2010 fu eletta una Consulta Costituzionale con lo scopo di redigere la bozza di una nuova Costituzione. Il processo di stesura vide per la prima volta l'utilizzo del crowdsourcing. Il 29 luglio 2011 la Consulta presentò al Parlamento la bozza della nuova Costituzione che il 20 ottobre 2012 ottenne anche l'approvazione di un referendum popolare: la riforma rimase però inattuta in quanto non ottenne il consenso parlamentare.